# Hans Hermann von Katte
Hans Hermann von Katte, född 28 februari 1704 i Berlin, död genom avrättning 6 november 1730 i Küstrin i dåvarande Brandenburg, var löjtnant i preussiska armén och ungdomsvän till Fredrik II av Preussen under dennes kronprinstid. Han avrättades för att ha medverkat till Fredriks försök att rymma utomlands undan sin far, Fredrik Vilhelm I.

## Biografi

### Uppväxt
Katte tillhörde en adlig officerssläkt från Altmark och var son till fältmarskalken Hans Heinrich von Katte och dennes första hustru Dorothea Sophie. Han studerade i Halle, Utrecht och Königsberg och gjorde därefter en europeisk bildningsresa. Därefter tog han värvning vid Gendarmregementet i Berlin, där han steg till överlöjtnants grad. 1728 blev han tillsammans med sin far riddare i den preussiska Johanniterorden.
Katte lärde känna den åtta år yngre kronprins Fredrik, sedermera kung Fredrik II, under dennes ungdomsår och de inledde en nära vänskapsrelation i samband med att de båda erhöll privatundervisning i matematik och mekanik. Kronprinsen såg upp till den mer världsvane Katte och visade honom stort förtroende. De delade även intresset för poesi och spelade båda flöjt. Den samtida memoarförfattaren Karl Ludwig von Pöllnitz beskrev relationen som "mellan en älskare och dennes älskade".

### Fredrik II:s flyktförsök
Under våren 1730 deltog kronprinsen i August den starkes manöver i Zeithain och råkade i häftig konflikt med sin far, "soldatkungen" Fredrik Vilhelm I av Preussen. På Promnitz slott invigde kronprinsen Katte i sina planer på att fly till Frankrike för att undanfly sin fars mycket stränga och brutala uppfostran. Katte avrådde först kronprinsen men kom till slut att övertalas att hjälpa honom med flykten. Den 5 augusti försökte kronprins Fredrik lämna sitt inkvartering nära Steinsfurt med pagen Keith i hemlighet, men flykten misslyckades. Katte stod i förbindelse med kronprinsen från Potsdam. Genom ett kompromotterande brev avslöjades Kattes kännedom om flykten och han greps snart därefter.

### Avrättningen

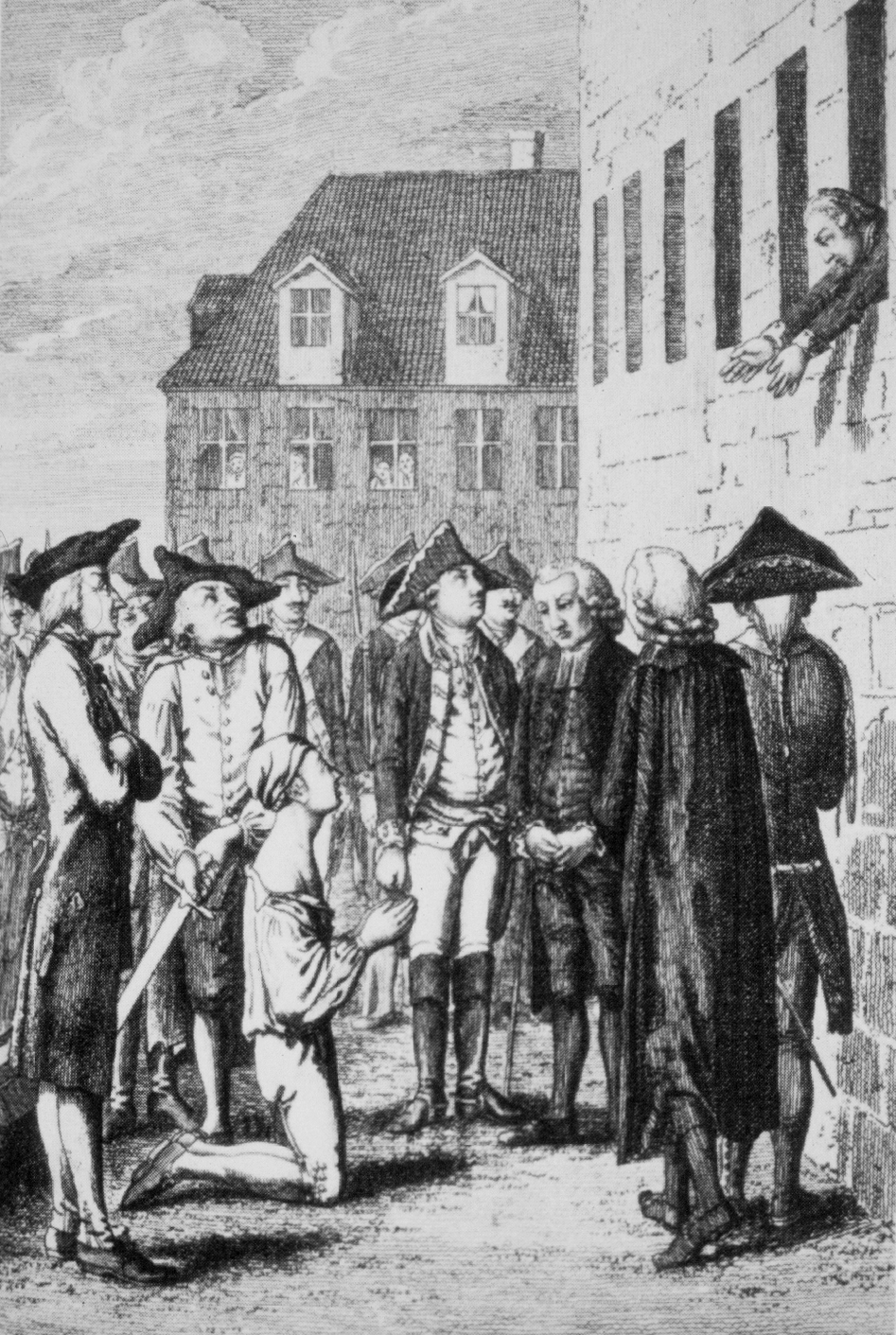
Hans Hermann von Kattes avrättning 1730, kopparstick från 1789 av Abraham Wolfgang Küfner.

Kung Fredrik Vilhelm I hotade först med att låta avrätta både Katte och kronprinsen för desertering. Båda ställdes inför krigsrätt på Köpenicks slott utanför Berlin och Katte dömdes till fästningsstraff på livstid. Rätten förklarade sig däremot obehörig att döma kronprinsen.  Kungen kom dock att skärpa Kattes straff till dödsstraff genom halshuggning. Kronprins Fredrik och hans syster Wilhelmine, som även hon kände till kronprinsens planer, hölls isolerade i över ett år.
Kungen ska även ha tvingat kronprinsen att bevittna Kattes avrättning i Küstrins fästning. Reinhold Koser skriver i Allgemeine Deutsche Biographie att Fredrik ska ha svimmat redan efter att Katte förts förbi hans fönster och vännerna ropat avsked. I och med kabinettsordern som föregick avrättningen hänvisade kungen till att alla undersåtar och även adliga var lika inför lagen, i synnerhet vid allvarliga brott som desertering.
Sentida forskare har även tolkat kungens reaktion som att han såg Katte som "förförare" av sonen och att han genom dödsstraffet hämnades på sonens "effeminerade böjelser".
Katte gravsattes i familjen Kattes gravvalv i Wusts kyrka nära Jerichow.